# Gustaf Mattsson
Gustaf Isidor Mattsson (Länna, 8 settembre 1893 – Sundbyberg, 15 gennaio 1977) è stato un mezzofondista e siepista svedese.
Prese parte ai Giochi olimpici di Anversa 1920 dove arrivò quarto nei 3000 m siepi, mentre conquistò la medaglia di bronzo nella corsa campestre a squadre con Eric Backman e Hilding Ekman; nella gara individuale si piazzò al decimo posto.

## Palmarès
| Anno | Manifestazione             | Sede    | Evento            | Risultato | Prestazione | Note            |
| ---- | -------------------------- | ------- | ----------------- | --------- | ----------- | --------------- |
| 1920 | Giochi della VII Olimpiade | Anversa | 3 000 metri siepi | 4º        | 10'32"1     | (tempo stimato) |
| 1920 | Giochi della VII Olimpiade | Anversa | Cross             | 10º       | 28'06"0     |                 |
| 1920 | Giochi della VII Olimpiade | Anversa | Cross a squadre   | Bronzo    | 28'16"0     |                 |